# Jérôme Bonvoisin
Pour les articles homonymes, voir Bonvoisin.
Pas d'image ? Cliquez ici

a Compétitions nationales et continentales officielles uniquement.

Jérôme Bonvoisin, né le 8 août 1973 à Toulouse, est un joueur français de rugby à XV évoluant au poste de troisième ligne aile, devenu entraineur.

## Biographie
Jérôme Bonvoisin a notamment évolué dans les clubs de Top 14 de Castres olympique, de l'ASM Clermont-Auvergne, et du CA Brive, avant de finir sa carrière en Fédérale avec le SC Tulle.
Après avoir mis un terme à sa carrière de joueur, il devient l'un des entraineurs du SC Tulle depuis l'été 2016.